# امپلوویوم

یک خانه، با امپلوویوم به شماره ۷

امپلوویوم (جمع: امپلوویا) یک سیستم حوضچه آب‌گیر است که برای جمع‌آوری آب باران از کمپلوویوم، بخشی از سقف، طراحی شده است. اغلب در حیاط، زیر یک بازشو در سقف، و بنابراین داخل به‌جای خارج از ساختمان قرار می‌گیرد، و یک ویژگی برجسته در بسیاری از سنت‌های معماری است.